# Райан, Кэтлин
Кэтлин Райан англ. Kathleen Ryan; 8 сентября 1922 года — 11 декабря 1985 года) — ирландская актриса, которая снималась в Ирландии, Великобритании и в Голливуде в период 1940—1950-х годов.
Райан сыграла главные и значимые роли в фильмах «Выбывший из игры» (1947), «Капитан Бойкотт» (1947), «Эстер Уотерс» (1948), «Христос в цементе» (1949), «Христофор Колумб» (1949), «Звук ярости» (1950), «Прелюдия к славе» (1950), «Жёлтый шар» (1953), «Лаксдейл Холл» (1953), «Капитан Лайтфут» (1955) и «Жаклин» (1956).

## Ранние годы и начало карьеры
Кэтлин Райан родилась 8 сентября 1922 года в Дублине, Ирландия. Родители Кэтин происходили из Типперэри, и во время Войны за независимость Ирландии активно боролись на стороне республиканцев. Отец Кэтлин был успешным бизнесменом, сенатором от республиканской партии «Фианна Файл» и активным сторонником Ирландской республиканской армии. В семье было восемь детей, среди них влиятельный ирландский художник 1940—1950-х годов Джон Райан и бенедиктинский монах. Одна из сестёр Кэтлин стала культурно-политической активисткой, другая вышла замуж за священника и ещё одна — за политика. После окончания школы Кэтлин училась в Дублинском университете.

## Карьера в кинематографе
На протяжении 1940—1950-х годов «известная своей красотой, темпераментная и чувственная» Райан сыграла в нескольких голливудских фильмах 1940—1950-х годов, а также выступала на сцене.
Райан обратила на себя внимание в своём кинодебюте, британском триллере «Выбывший из игры» (1947). В этой картине она сыграла главную женскую роль ирландской девушки, влюблённой в сбежавшего из тюрьмы бойца Ирландской республиканской армии (Джеймс Мейсон). Она прячет его в своём доме, а затем участвует в его жестокой и смертельной борьбе. Фильм получил положительные отзывы критики, имел кассовый успех и завоевал премию BAFTA как лучший британский фильм. Что касается игры Райан, то кинообозреватель Босли Краузер написал в «Нью-Йорк Таймс», что она «красива в роли девушки главного героя, она держится холодно, величаво и ведёт себя стоически, однако трудно разгадать её мысли».
В том же году Райан сыграла в основанной на историческом материале британской драме «Капитан Бойкотт» (1947), действие которой происходит в Ирландии в 1880 году. Райан сыграла в этой картине главную женскую роль возлюбленной лидера ирландских фермеров (Стюарт Грейнджер), выступивших с акцией против жестокой политики капитана Бойкотта, который работал управляющим крупного землевладельца графа Эрна. Краузер в «Нью-Йорк Таймс» назвал картину «забавной, захватывающей и довольно смелой», отметив среди прочих актёрских работ и «романтический образ, созданный Райан».
В британской исторической мелодраме «Эстер Уотерс» (1948), действие которой происходит в Лондоне в 1875 году, Райан сыграла заглавную роль служанки в богатом доме, которую соблазняет лакей Уильям Лэтч (Дирк Богард). Затем Уильям уходит к другой женщине, она же рожает его ребёнка, уходит в работы, теряет мать, затем воссоединяется с Уильямом и выходит за него замуж, однако он вскоре умирает. Как написал современный критик Натаниел Томпсон, в момент выхода на экраны картина рассматривалась как очередной проходной фильм, который не привлёк к себе особенного интереса критики. Что касается Райан, то у неё «почти нет возможностей проявить себя в этом фильме из-за присущей её героине закрытости и наивности, хотя острой темы брошенной, незамужней матери в то время было, наверное, достаточно, чтобы вызвать к себе симпатию зрителей».
В британскую историческую мелодраму «Христофор Колумб» (1949) с Фредериком Марчем в заглавной роли были вложены немалые средства, однако она не имела успеха у зрителей. Райан сыграла в этом фильме роль «красивой Беатрис», которую влиятельный вельможа при дворе Изабеллы использует, чтобы отвлечь Колумба от реализации своего плана.
Британскую драму в духе итальянского неореализма «Христос в цементе» (1949) поставил американский режиссёр Эдвард Дмитрик. Фильм рассказывал о жизни итальянской семьи в период Великой депрессии 1930-х годов в районе Маленькая Италия в Нью-Йорке. Райан сыграла роль возлюбленной главного героя, которая отказалась выходить за него замуж, так как он, будучи каменщиком на стройке, слишком мало зарабатывает. Как отмечает историк кино Деннис Шварц, «фильм был хорошо принят критиками и получил много зарубежных наград, однако провалился в кассовом плане».
Британская мелодрама «Прелюдия к славе» (1950) рассказывает о том, как юного музыкального гения едва не доводит до краха богатая женщина, которая пытается превратить его в свою собственность. Райан сыграла в этой картине роль жены английского профессора философии, который обнаруживает в итальянской провинции гениально одарённого ребёнка и начинает развивать его музыкальный талант. Босли Краузер в «Нью-Йорк Таймс» положительно оценил картину, отметив «психологическую точность образов» и «умное использование классической музыки».
В том же году Райан обратила на себя внимание в своём первом американском фильме «Звук ярости» (1950), сыграв жену несчастного безработного ветерана войны (Фрэнк Лавджой), который в силу безысходности и малодушия становится на преступный путь. После выхода картины Краузер в «Нью-Йорк Таймс» невысоко оценил фильм. По мнению критика, его слабость в том, что он не показывает «ужас совершённого преступления». Вместо этого «нас просят проявить жалость (к преступнику) и выразить негодование по отношению к обществу в деле, где речь идёт об обычном злодее». Краузер считает, что «ни сценарий, ни многочисленные актёрские работы ничем особым не выделяются», что же касается игры Райан, то она «искусно вызывает жалость в роли подавленной жены, жизнь которой в конце концов оказывается разбитой». С другой стороны, современные исследователи кино позитивно оценивают фильм. Так, Спенсер Селби считает, что он вызывает «душевную боль своей жестокостью», демонстрирует «блестящий стиль и крайнюю напряжённость», несомненно, становясь «одним из самых безжалостных и впечатляющих образцов жанра». Дэвид Хоган называет его «жестоким, но неотразимым фильмом, которой с дерзкой уверенностью поставил Сай Эндфилд», а Майкл Кини отмечает, что «фильм даёт всё — увлекательную историю, отличную актёрскую игру, высококлассную операторскую работу и общественные проблемы, которые останутся с вами надолго», не говоря о «захватывающей, заставляющей задуматься кульминации, одной из лучших в своём роде».
В 1953 году в британской романтической комедии «Лаксдейл Холл» (1953) Райан сыграла главную женскую роль дочери провинциального шотландского помещика, в которую влюбляется прибывший из Лондона парламентарий. В криминальной мелодраме «Жёлтый шар» (1953) Райан сыграла мать 12-летнего мальчика, который сначала сам становится невольным участником инцидента, приведшего к гибели другого мальчика, а затем становится свидетелем другого убийства, после чего его начинает преследовать преступник.
Два года спустя на студии Universal вышла историческая приключенческая мелодрама «Капитан Лайтфут» (1955), съёмки которой проходили в Ирландии. Действие картины происходит в Ирландии в начале 19 века, где Майкл Мартин (Рок Хадсон) играет роль члена тайного общества ирландских революционеров, который становится одним из его руководителей под именем капитан Лайтфут. Райан сыграла в этой картине роль жены лидера организации и матери героини, в которую влюбляется Лайтфут. Кинокритик Деннис Шварц высоко оценил натурные съёмки в Ирландии, со вкусом выполненные костюмы и талантливых ирландских актёров, отметив, что фильм «хотя и не блестящий, но и не провальный, даже несмотря на слабость содержания». Год спустя в мелодраме «Жаклин» (1956) Райан сыграла мать ирландской девочки, которая помогает своему пьющему отцу найти работу и вернуть веру в свои силы. Последней картиной Райан стала испано-британская криминальная мелодрама «Авантюрист» (1957) с Деннисом О’Кифом в главной роли.

## Личная жизнь
В 1944 году по Райан вышла замуж за Дермода Дивейна. В браке родилось трое детей. В 1958 году брак был аннулирован.

## Смерть
Кэтлин Райан умерла 11 ноября 1985 года в Дублине, Ирландия, в возрасте 63 лет от лёгочной недостаточности.

## Фильмография
| Год  |   | Русское название                       | Оригинальное название            | Роль                     |
| ---- | - | -------------------------------------- | -------------------------------- | ------------------------ |
| 1947 | ф | Выбывший из игры                       | Odd Man Out                      | Кэтлин Салливан          |
| 1947 | ф | Капитан Бойкотт                        | Captain Boycott                  | Энн Киллейн              |
| 1948 | ф | Эстер Уотерс                           | Esther Waters                    | Эстер Уотерс             |
| 1949 | ф | Христофор Колумб                       | Christopher Columbus             | Беатрис Энрикес де Арана |
| 1949 | ф | Дайте нам этот день (Христос в бетоне) | Give Us This Day                 | Кэтлин                   |
| 1950 | ф | Прелюдия к славе                       | Prelude to Fame                  | Кэтрин Морелль           |
| 1950 | ф | Звук ярости                            | The Sound of Fury                | Джуди Тайлер             |
| 1953 | ф | Желтый шарик                           | The Yellow Balloon               | Эмили Палмер             |
| 1953 | ф | Зал Лэксдейл                           | Laxdale Hall                     | Катриона Матесон         |
| 1953 | с | Дуглас Фэрбенкс мл. представляет       | Douglas Fairbanks, Jr., Presents | Нуала (1 эпизод)         |
| 1955 | ф | Капитан Лайтфут                        | Captain Lightfoot                | леди Энн Мор             |
| 1956 | ф | Жаклин                                 | Jacqueline                       | Элизабет Макнейл         |
| 1957 | ф | Авантюрист                             | El aventurero                    | Лена                     |